# Lettre sur la musique française

La Lettre sur la musique française de Jean-Jacques Rousseau est un essai du philosophe, également chargé de la rédaction des articles sur la musique dans l’Encyclopédie. Elle fut publiée en novembre 1753 vers la fin de la Querelle des Bouffons et suscita un tollé général [Source ?].
Dans cet écrit, Rousseau se montre le partisan très engagé et très partial de la musique italienne contre la musique française alors personnifiée par Jean-Philippe Rameau auquel l’opposait une vieille rancœur personnelle.
Si Rousseau est parfois considéré comme un musicien mineur dont Rameau a plusieurs fois rabaissé les prétentions en matière de science musicale, il n'en a pas moins étudié et enseigné la musique. Il a également vécu en Italie où il a entendu la musique italienne. Enfin, il a composé deux opéras, dont Le Devin du village qui a retenu l'attention du roi et qui fut un succès.
Pour démontrer la supériorité de la musique italienne, Rousseau souligne la prosodie, l'accentuation et une certaine disposition des voyelles et des consonnes propres à la langue italienne et qui sont particulièrement favorables au chant. En contrepoint, Rousseau étrille les harmonies savantes de la musique française et va jusqu'à soutenir que la langue française ne peut servir de support à des œuvres de qualité. Prise à la lettre, son argumentation disqualifie par avance les opéras qui ne sont pas en langue italienne.
A une époque charnière entre la fin de la période de la foisonnante musique baroque et le début de la musique de la période classique, Rousseau défend "l'unité de mélodie" de la musique italienne qui doit conduire le compositeur à éviter "la multiplication des parties". La mélodie, pour Rousseau, doit dominer l'harmonie et donc l'accompagnement. Il va jusqu’à défendre des accompagnements à l’unisson de la mélodie et lorsque l’accompagnement se détache du chant pour développer un autre sujet, il faut que ce soit « en observant avec soin que la symphonie soit toujours dominée par la partie chantante ».
Cette idée en faveur d'une musique simple où prédomine la mélodie et où l'orchestration lui est seconde est portée à son paroxysme dans la citation suivante :

« À l’égard des contrefugues, doubles fugues, fugues renversées, basses contraintes, et autres sottises difficiles que l’oreille ne peut souffrir et que la raison ne peut justifier, ce sont évidemment des restes de barbarie et de mauvais goût, qui ne subsistent, comme les portails de nos églises gothiques, que pour la honte de ceux qui ont eu la patience de les faire. »

— Jean-Jacques Rousseau
Ce principe d'unité de la mélodie conduit Rousseau à conseiller que les voix dialoguent plutôt qu'elle ne se superposent en duo.
Concernant l'harmonie, Rousseau remarque que la musique italienne n'utilise pas d'accord à trois sons mais plutôt des accords à deux sons, en conservant la basse, mais en choisissant, par exemple de lui adjoindre soit une tierce, soit une quinte, en fonction de l'effet voulu, mais sans mélanger les deux effets.
La dernière partie de la Lettre est consacrée à une critique vers à vers du récitatif de l'Armide de Lully "Enfin, il est en ma puissance". La critique s'attache à montrer que la musique de Lully est un contresens au texte du poème.
La conclusion de la Lettre explique qu’elle ait reçu un assez mauvais accueil auprès des musiciens français :

« Je crois avoir fait voir qu’il n’y a ni mesure ni mélodie dans la musique française, parce que la langue n’en est pas susceptible ; que le chant français n’est qu’un aboiement continuel, insupportable à toute oreille non prévenue; que l’harmonie en est brute, sans expression, et sentant uniquement son remplissage d'écolier ; que les airs français ne sont point des airs ; que le récitatif français n’est point du récitatif. D’où je conclus que les Français n’ont point de musique et n’en peuvent avoir, ou que, si jamais ils en ont une, ce sera tant pis pour eux. »

— Jean-Jacques Rousseau
Rameau répliqua par la publication, en 1754, des Observations sur notre instinct pour la musique et sur son principe : il s’y livre en particulier à un examen du monologue d'Armide, parallèle à celui de Rousseau, en présentant une analyse complètement opposée de ce que l’on considérait alors comme un des modèles insurpassés de déclamation musicale en français.
Rousseau se ravisa. Après avoir assisté aux répétitions de l'opéra en français Iphigénie en Aulide de Gluck, en 1774, il écrivit au compositeur : « Je sors de la répétition de votre Opéra d’Iphigénie ; j'en suis enchanté ! Vous avez réalisé ce que j'ai cru impossible jusqu'à ce jour ». Quelques mois plus tard, selon Corancez (qui rapporte ce détail dans le Journal de Paris en août 1788), Rousseau assista aux répétitions de l'adaptation française d’Orfeo ed Euridice. À ceux qui prétendaient que Gluck manquait de chant, Rousseau répondit : « Je trouve que le chant lui sort par tous les pores ». Toujours au sujet d’Orphée, il s'exclama : « Puisqu'on peut avoir un si grand plaisir pendant deux heures, je conçois que la vie peut être bonne à quelque chose. »